# 科比 (英國國會選區)
科比（英語：Corby），英國國會一郡選區，包括英格蘭東密德蘭北安普頓郡東北部科比區和北安普頓郡東區大部。始設於1983年。
2010年大選中保守黨的露意絲·巴格修擊敗尋求連任的工黨議員希爾·霍普，以42.2%選票勝出該區首次當選。